# Valletot
Valletot ist eine französische Gemeinde mit 411 Einwohnern (Stand: 1. Januar 2022) im Département Eure in der Region Normandie (vor 2016 Haute-Normandie). Sie gehört zum Arrondissement Bernay und zum Kanton Bourg-Achard. Die Einwohner werden Valletotois genannt.

## Geographie
Valletot liegt etwa 35 Kilometer westsüdwestlich von Rouen in der Landschaft Roumois. Umgeben wird Valletot von den Nachbargemeinden Bourneville-Sainte-Croix im Norden, Étréville im Osten, Cauverville-en-Roumois im Südosten, Colletot im Süden, Corneville-sur-Risle im Südwesten sowie Le Perrey im Westen und Nordwesten.

## Bevölkerungsentwicklung
| Jahr                       | 1962 | 1968 | 1975 | 1982 | 1990 | 1999 | 2006 | 2013 | 2020 |
| Einwohner                  | 209  | 211  | 234  | 216  | 231  | 254  | 301  | 352  | 431  |
| Quellen: Cassini und INSEE |      |      |      |      |      |      |      |      |      |

## Sehenswürdigkeiten
- Kirche Saint-Blaise aus dem 12. Jahrhundert, seit 1934 Monument historique

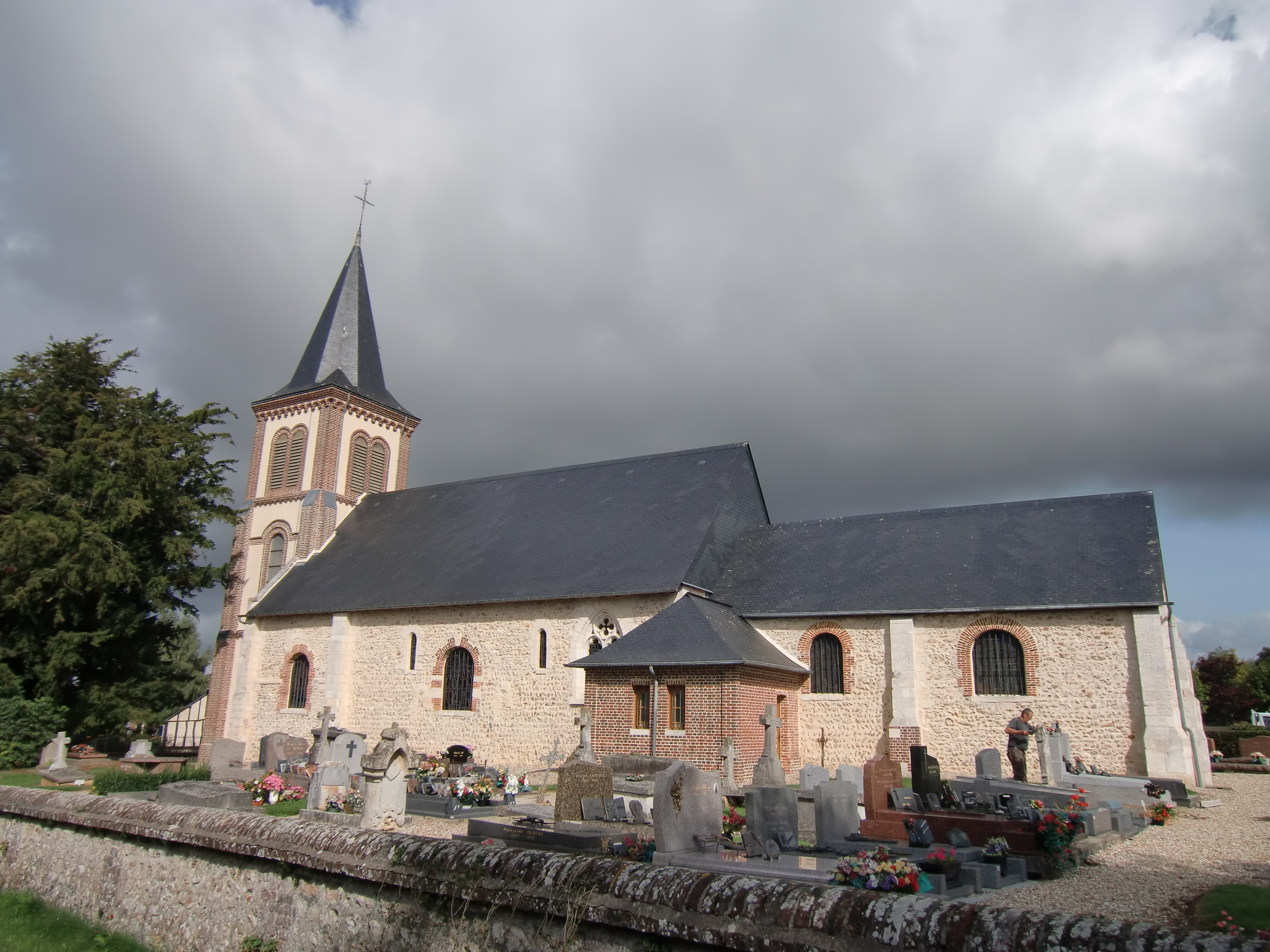
Kirche Saint-Blaise

- Schloss Médine